# Hôn nhân cùng giới ở Quần đảo Faroe
Hôn nhân cùng giới đã được hợp pháp tại Quần đảo Faroe, một quốc gia tự trị thuộc Vương quốc Đan Mạch, kể từ ngày 1 tháng 7 năm 2017. Pháp luật cho phép kết hôn và nhận con nuôi đồng tính dân sự đã được Løgting phê duyệt vào ngày 29 tháng 4 năm 2016. Quốc hội Đan Mạch đã phê chuẩn thích ứng lập pháp cần thiết vào ngày 25 tháng 4, và luật đã nhận được sự đồng ý của hoàng gia vào ngày 3 tháng 5 năm 2017 và có hiệu lực vào ngày 1 tháng 7 năm 2017.

## Hôn nhân cùng giới

### Thất bại trong năm 2013/14
Luật hôn nhân cùng giới xuất hiện lần đầu tiên tại Løgting sau cuộc diễu hành niềm tự hào đồng tính Tórshavn năm 2012. Một bộ dự luật mở rộng luật hôn nhân cùng giới của Đan Mạch tới Quần đảo Faroe đã được đệ trình lên Løgting vào ngày 20 tháng 11 năm 2013. Nếu được chấp thuận, họ sẽ đã có hiệu lực vào ngày 1 tháng 4 năm 2014. Sự phản đối các dự luật từ các đảng của liên minh cầm quyền đã làm tê liệt thông qua của nó và các dự luật đã bị từ chối trong lần đọc thứ hai vào ngày 13 tháng 3 năm 2014, mặc dù có sự ủng hộ của công chúng.
Hôn nhân cùng giới đã trở thành một vấn đề quan trọng trong cuộc bầu cử tháng 9 năm 2015.